# Лео Жаба
Лео Жаба (порт. Léo Jabá, нар. 2 серпня 1998, Сан-Паулу) — бразильський футболіст, нападник клубу ПАОК і молодіжної збірної Бразилії.

## Клубна кар'єра
Народився 2 серпня 1998 року в місті Сан-Паулу. Вихованець юнацьких команд футбольних клубів «Сан-Паулу» та «Корінтіанс».
У дорослому футболі дебютував 2015 року виступами за «Корінтіанс», в якій провів два сезони, взявши участь у 3 матчах чемпіонату. 
Протягом 2017—2018 років грав у Росії, де захищав кольори клубу «Ахмат».
20 червня 2018 року молодого бразильського форварда за 5 мільйонів євро придбав грецький ПАОК.

## Виступи за збірну
З 2017 року залучається до складу молодіжної збірної Бразилії.

## Титули і досягнення
- Чемпіон Греції (1):

ПАОК: 2018–19
- Володар Кубка Греції (1):

ПАОК: 2018–19